# الفشيلة (دوعن)
'

تعديل مصدري - تعديل

الفشيلة هي إحدى قرى عزلة صيف بمديرية دوعن التابعة لمحافظة حضرموت، بلغ تعداد سكانها 25 نسمة حسب تعداد اليمن لعام 2004.